# Démonologie
 (mai 2023).
 (septembre 2009).

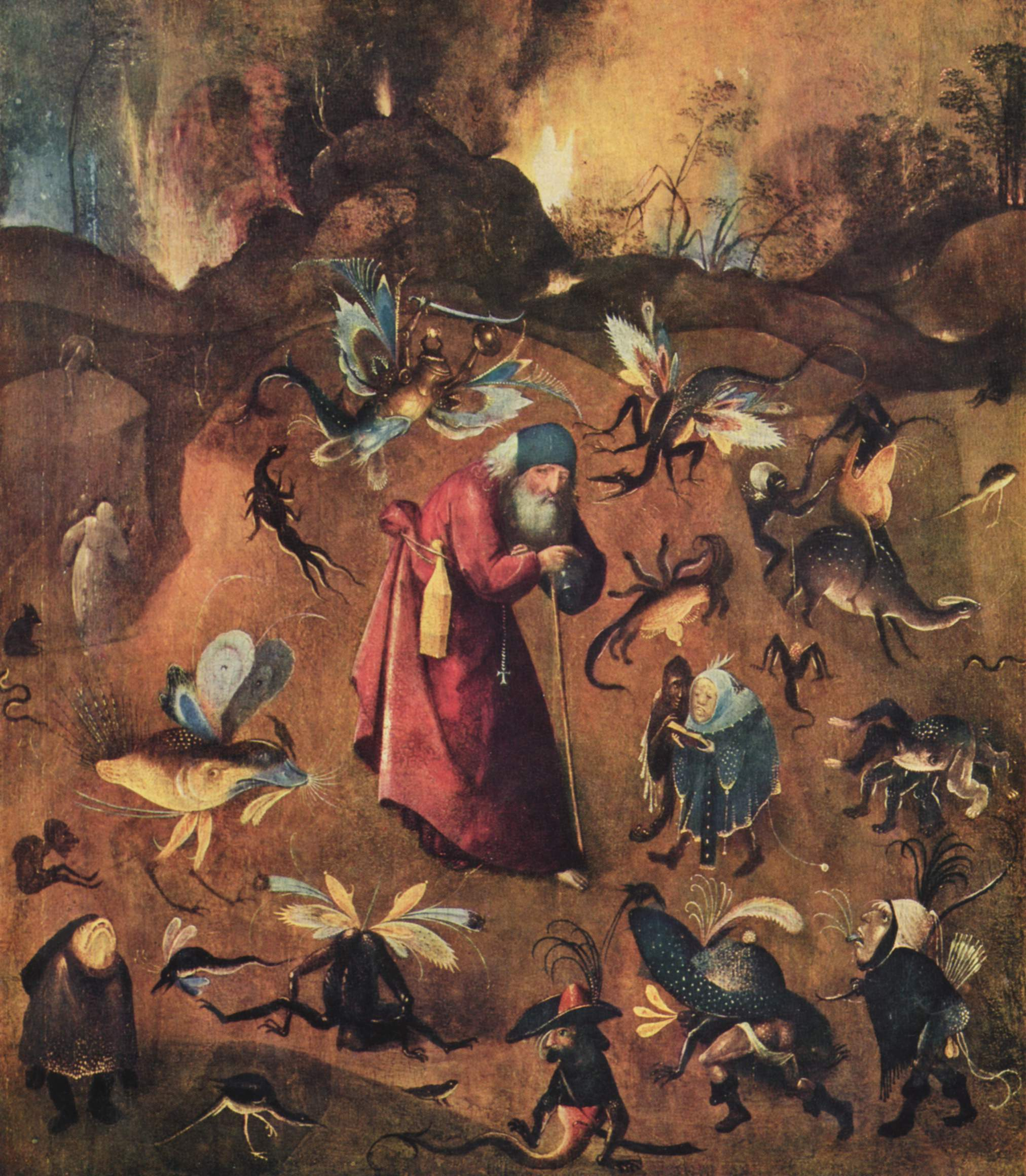
La Tentation de saint Antoine, tableau de Jérôme Bosch (entre 1500 et 1525).

La démonologie est l'étude des démons, des « mauvais esprits », élaborée à partir de l’histoire des religions ou comme explicitement formulée dans les documents historico-culturels. Par extension, elle renvoie aussi aux « chasseurs de sorcières », des intellectuels et théologiens de la Renaissance. Les représentations de la théologie chrétienne contiennent parfois une doctrine démoniaque en annexe de l’angélologie car les démons sont conceptualisés comme des anges déchus.
Le mot « démonologie » provient du grec δαίμων (daimōn), « divinité », « pouvoir divin », « Dieu » et de -λογία (-logia), « la science », « l'étude ». 
Jusqu'à la fin du XIIIe siècle, peu d'intérêt était porté aux démons[réf. nécessaire]. Le Traité sur le mal de Thomas d'Aquin en 1272 rappelle que le diable est un hérétique, et la sorcellerie un crime d'hérésie.

## Définition
Les objectifs de la démonologie sont d'opérer une classification hiérarchique des démons, de connaître leurs histoires et de comprendre leur façon d'opérer. À cela, il existe deux parties, le Bien représenté par Dieu et le Mal représenté par le diable.   
Satan, Léviathan, Bélial et Lucifer sont quatre êtres différents. Le nombre 666 est couramment associé à Satan ; il provient de la Bible et symbolise ce qui est humain. Les démons bibliques répondent à une hiérarchie bien déterminée semblable à celle des militaires. 
D'après Richelmus de Schental, abbé cistercien de Wurtemberg au XIIIe siècle, les démons se comptent par centaines de milliards. En 1467, Alphonsus de Spina en calcule 133 306 668. Au XVIe siècle, Jean Wier n'en enregistre que 44 435 556, divisés en 666 légions commandées par 66 princes. D'autres savants démonologues contestent ces chiffres incluant Pannethorne Hugues (qui en recense 1 758 064 176), Martin Barshaus (2 665 866 746 664) et Jean Oswald (14 400 000)[réf. nécessaire]. Chaque démon possède ses propres caractéristiques. Certains ont un nom tiré de leurs manières de se manifester (Belzébuth le seigneur des mouches, etc.).

## Développements
Les premières traces de l'étude démonologique remontent au Banquet de Platon lorsque le « démonique » est identifié comme intermédiaire entre mortel et immortel, une notion que Plutarque affine sans la détourner. Ce dernier admet cependant que le démon se positionne en rival du divin, et ce malgré sa conception du bien divin universel.
Michel Psellos est considéré comme une source incontournable de la démonologie par les théologiens de la Renaissance, une époque où le diable revient au centre des débats philosophiques. Jean Bodin propose le terme « démonomanie » en 1580 pour mieux cerner la discipline de l'étude des démons, Nicolas Rémy publie le traité dæmonolatreia (Démonolâtrie) en 1595, et Jacques VI d’Écosse introduit le terme « dæmonologie » en 1597. C'est le terme « démonologie » qui s'impose lors du siècle suivant.
Pour Stuart Clark (auteur de Thinking with Demons), lors des XVIe et XVIIe siècles, le concept de démonologie évolue en fonction des changements radicaux opérés dans le domaine des sciences, et devient une activité épistémologique, même si le concept de démonologie reste encore mal cerné (nombreux entrecroisements avec la sorcellerie par exemple). Toujours selon Clark, la démonologie disparaît des débats littéraires vers 1740, une époque de transition philosohique de la théologie naturelle (théisme) vers la théologie rationnelle (déisme).
L’étude de l’action dans le monde des esprits infernaux a été renouvelée à la fin du XIXe siècle par trois auteurs. Le précurseur est le chevalier Gougenot des Mousseaux (1805-1876) qui a écrit : Mœurs et pratiques des démons (1854), La Magie au dix-neuvième siècle, ses agents, ses vérités, ses mensonges (1860), Les Médiateurs et les moyens de la magie (1863) et Les Hauts Phénomènes de la magie, précédés du Spiritisme antique (1864). Il a collaboré avec le marquis de Mirville (1802-1873) qui a écrit : Des esprits et de leurs manifestations diverses (1863), ouvrage en 5 Tomes, ainsi qu’avec l’avocat Joseph Bizouard (1797-1870) qui est l’auteur de l’intéressant ouvrage : Des rapports de l'homme avec le démon (1863), en 6 tomes.

## Dans la tradition orientale
La démonologie orientale s'articule autour de trois piliers :
- Djinn (pluriel: j'noun) : nom donné aux démons par l'exégèse islamique. On les combat par la récitation assidue des versets du Coran, contenant les sourates de conjuration.
- Cheitan (Satan) : nom donné au diable par les Arabes.
- S'hour : un sort ou mauvais œil que l'on jette sur une personne. Ce mot est employé couramment chez les Maghrébins pour désigner une action de sorcellerie et un objet d'ensorcellement. Ce dernier est composé spécialement à cet effet et placé à un endroit précis. Les Sépharades et les Arabes l'utilisent pour rompre un mariage par exemple. Les femmes brûlent alors de l'encens sur une mixture contenant du jasmin et du romarin[9].